# Göran Sundqvist
Göran Sundqvist, född 1937, utvecklade år 1960 det första svenska datorspelet, Kanonprogrammet.
Som anställd vid SAAB:s elektronikavdelning i Linköping 1958–1961 fick Sundqvist 1960 i uppdrag att göra ett demoprogram på SAAB:s första transistoriserade dator D2. Tanken var att ta fram ett demoprogram att visa upp i samband med ett besök av flygvapnets officerare för att visa vad man kunde göra med en dator i ett flygplan. Programmet skulle skapa virtuella testbanor för missiler, vilka skulle visas på ett oscilloskop. Sundqvist kompletterade testbanan med ett mål, en prick, som han programmerade skulle explodera om missilen kom tillräckligt nära. För att ställa in missilbanan och målet konstruerade han även en form av spelkonsol, en bakelitlåda med fem rattar och en knapp.